# 福島県道179号里白石停車場線
福島県道179号里白石停車場線（ふくしまけんどう179ごう さとしらいしていしゃじょうせん）は、福島県石川郡浅川町にある一般県道である。

## 路線概要
- 起点：福島県石川郡浅川町里白石字宿裏（JR水郡線里白石駅前）
- 終点：福島県石川郡浅川町里白石字宿裏
- 総延長：261 m[1]
  - 実延長：総延長に同じ
- 路線認定年月日：1959年8月31日[2]

## 通過する自治体
- 福島県
  - 石川郡浅川町

## 接続・交差する道路
- 国道118号（里白石字宿裏 終点）

## 沿線
- JR水郡線 里白石駅